# 楊子臣
楊子臣（1501年—？年），字維人，四川順慶府南充縣人，明朝政治人物。

## 生平
四川鄉試第七十名舉人。嘉靖十四年（1535年）中式乙未科會試第一百四十四名，登第三甲第一百二十七名進士。二十三年官浙江衢州府知府。

## 家族
曾祖楊洪，貢士；祖父楊言；父楊鉦，母羅氏。永感下。兄楊濟（理问）、楊澤（贡士）、楊順明（知州）、楊藎臣。弟順健、順升、重臣、良臣、翰臣、文臣、輔臣、廷臣。